# Louis F. Coffin
Louis F. Coffin (Schenectady, 30 de agosto de 1917 — Skaneateles Lake, 23 de agosto de 2008) foi um engenheiro mecânico estadunidense.